# Zoo Wuppertal
De Zoologischer Garten Wuppertal, kortweg Zoo Wuppertal of Wuppertaler Zoo, is een dierentuin in Wuppertal in de Duitse deelstaat Noordrijn-Westfalen. De tuin werd op 8 september 1881 geopend. De organisatie beschikt na een uitbreiding in 2006 over een oppervlakte van 24 hectare. De parkachtige aanleg kent talrijke bomen en lanen.

## Dieren
In Zoo Wuppertal worden meer dan 4200 dieren behorend tot ongeveer 460 soorten gehouden. Daaronder zijn veel zeldzaamheden. De dierentuin coördineert internationale fokprogramma's voor de Chileense poedoe (Pudu pudu), de zwartvoetkat (Felis nigripes), de Oman-kat (Felis silvestris gordoni), de rode tangare (Ramphocelus bresilia) en de Afrikaanse olifant (Loxodonta africana).

### Watervogels
De collectie watervogels bevat een groot aantal eenden, ganzen en kraanvogels. Ze hebben de beschikking over meerdere vijvers. Een zeldzame soort is de zwartsnavelooievaar.

### Hoefdieren

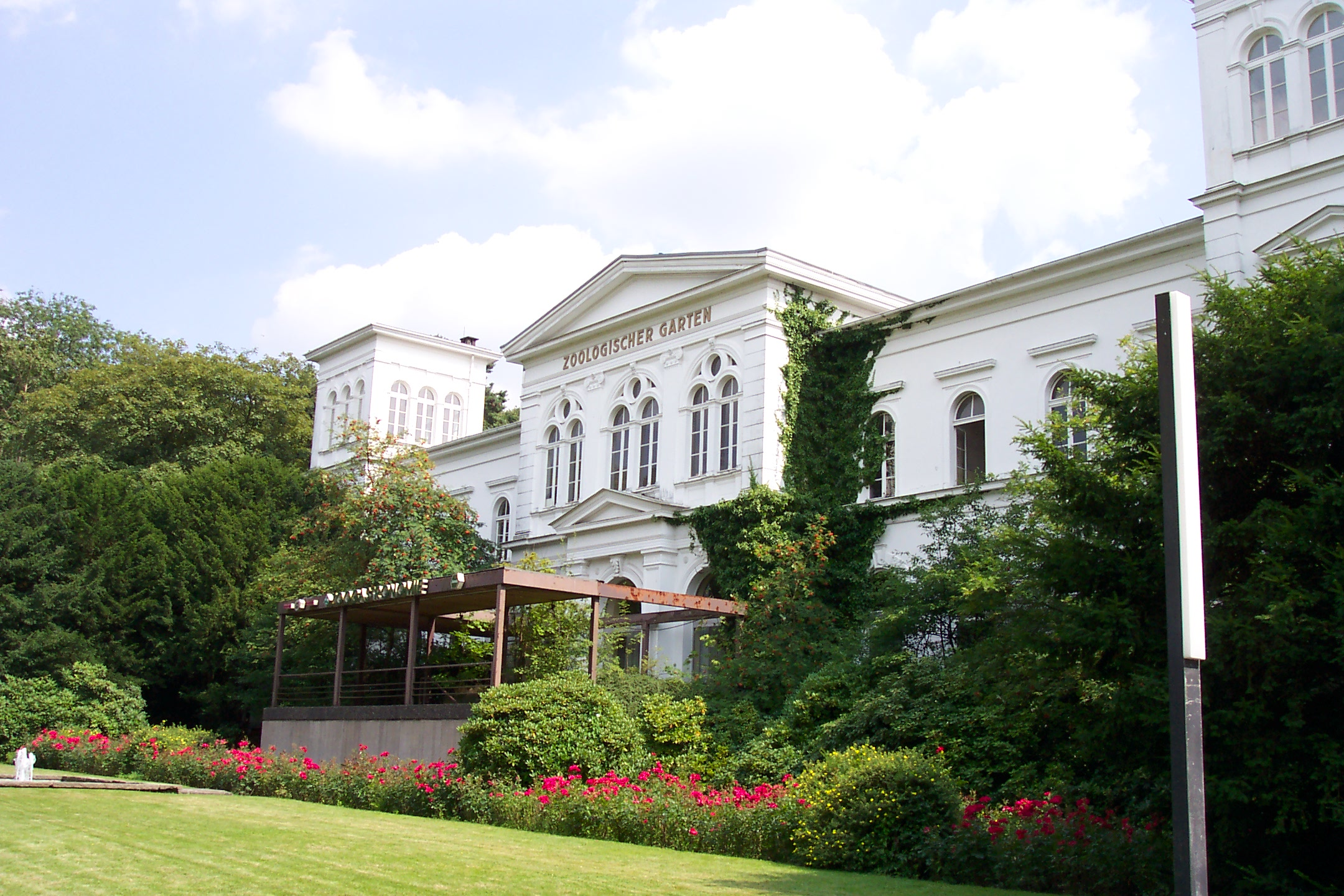
Hoofdgebouw Zoo Wuppertal

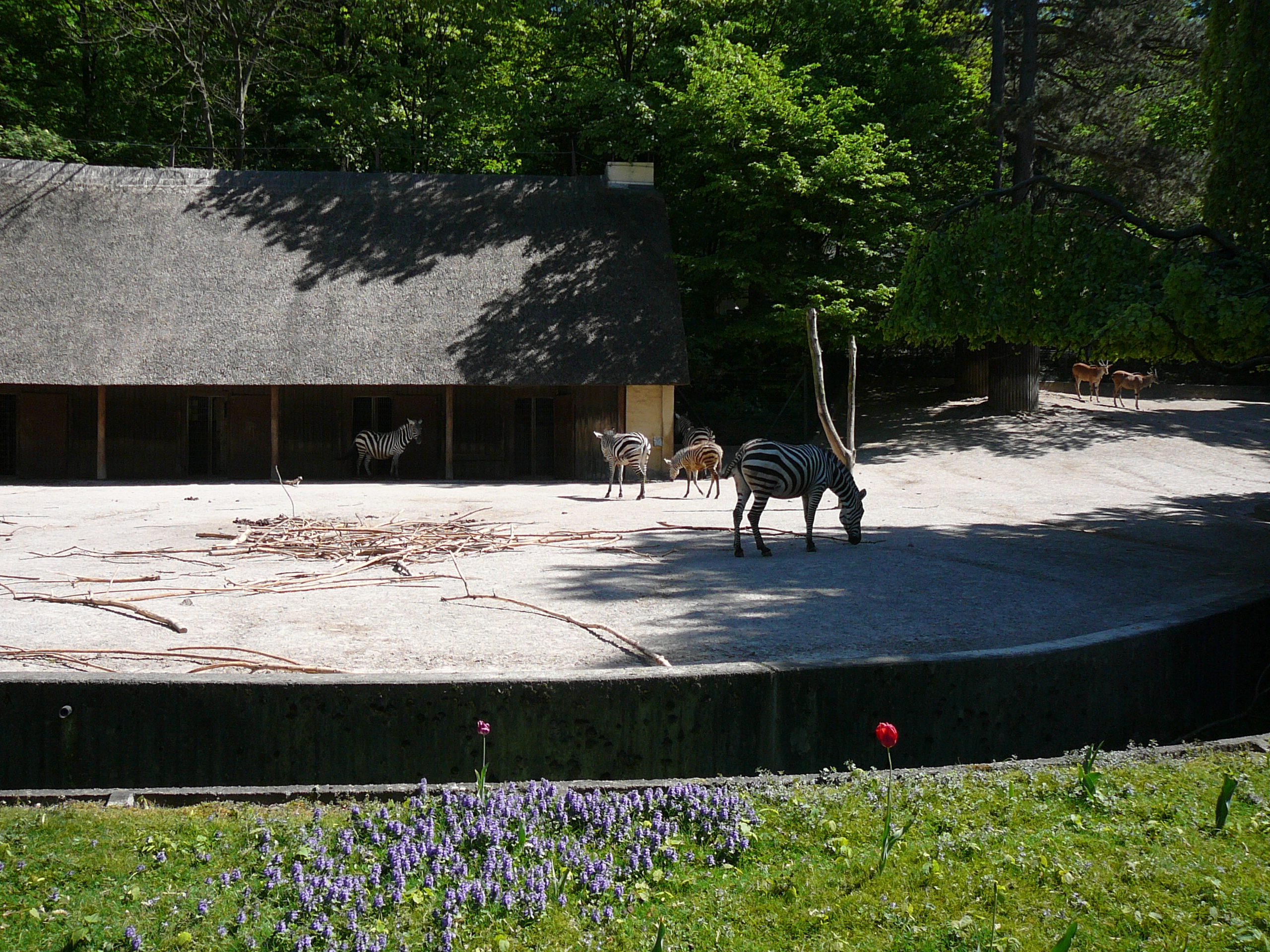
Grantzebra's

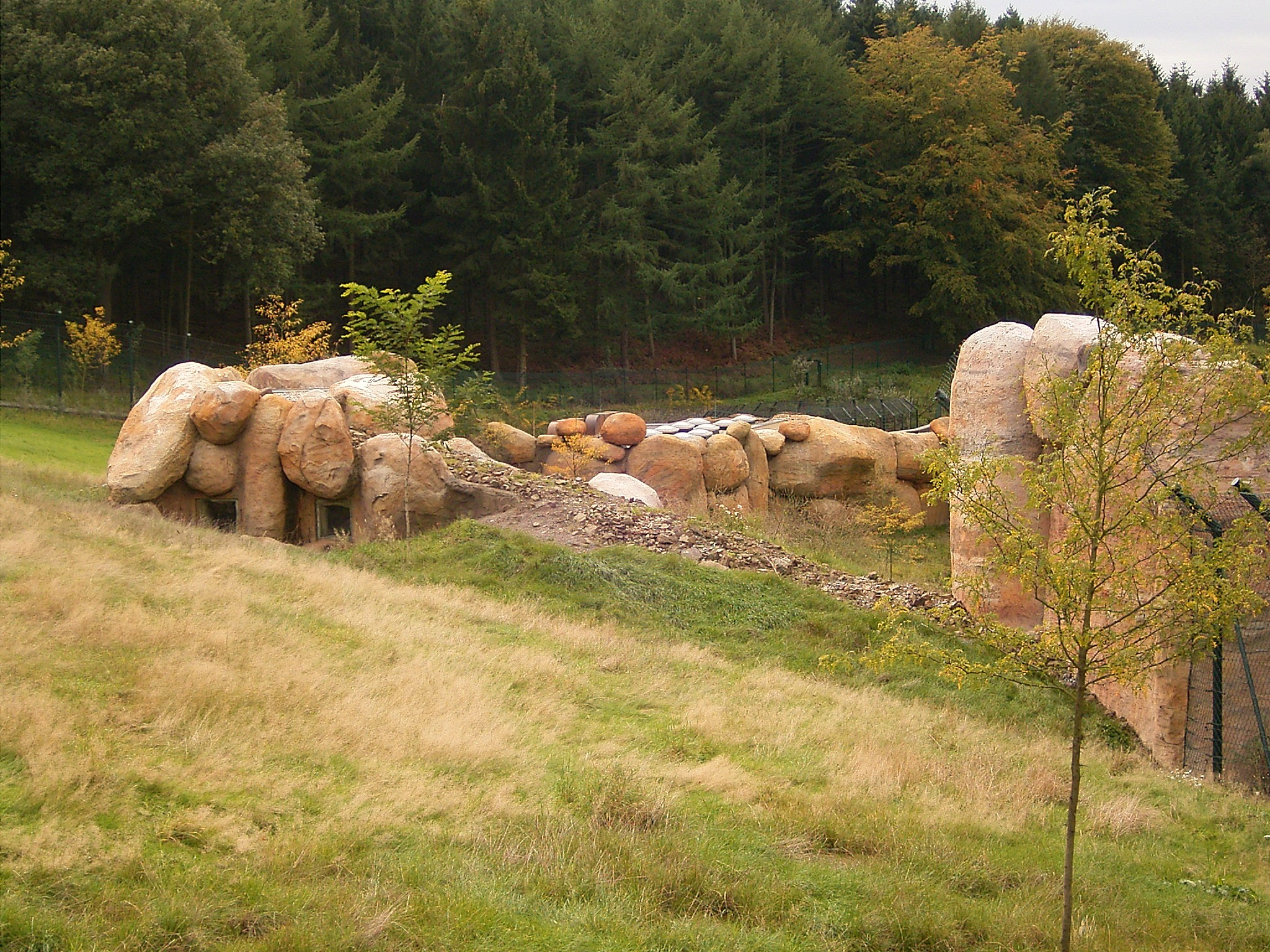
Het leeuwenverblijf

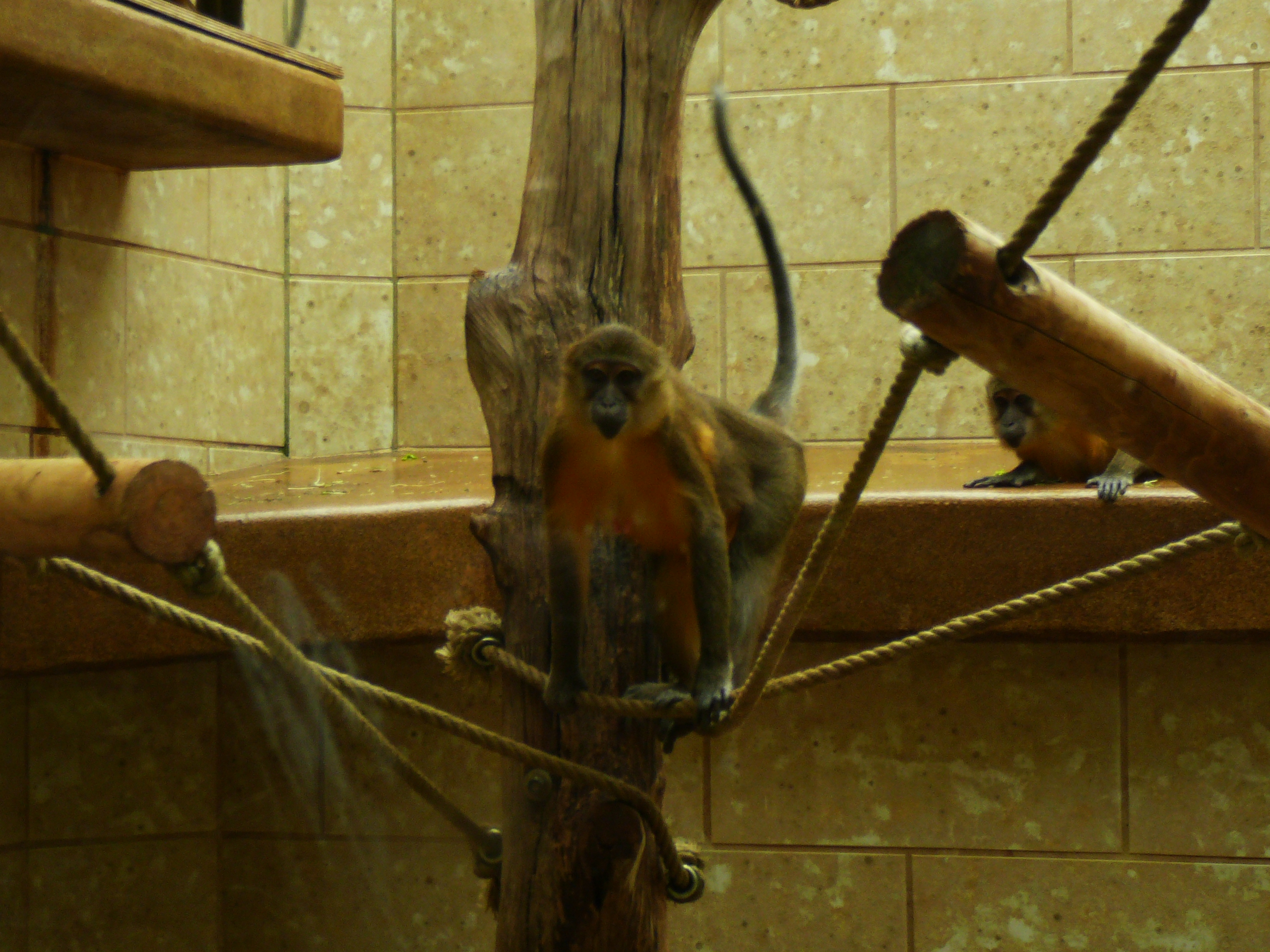
Goudbuikmangabeys

Nabij de ingang staat het Tapirhaus waarin een groep Midden-Amerikaanse tapirs is ondergebracht. Deze soort is slechts in enkele Europese collecties aanwezig. Ook okapi's zijn hier gehuisvest. Aan de oostrand van de tuin staan verblijven voor bongo's en penseelzwijnen, grantzebra's en Siberische steenbokken.

### Waterdieren
Tegenover het Tapirhaus liggen de verblijven van de ijsberen, Californische zeeleeuwen, dwergotters en pinguïns.

### Koudbloedigen
In het noordoosten van het park staat een gebouw met aquaria voor verschillende zoet- en zoutwatervissen en een reptielenhuis met schildpadden, slangen, hagedissen, kikkers en breedvoorhoofdkrokodillen.

### Vogels
In en rondom het Vogelhaus zijn kooien met verschillende veelal tropische vogelsoorten. Voorbeelden zijn de Ibisvolière met heremietibissen, rode ibissen en kleine zilverreigers, de Madagaskarvolière met blauwe coua's en manenibissen, de Freiflughalle met kleine tropische zangvogels en verder zeldzame soorten als de rode rotshaan, kagoe, witstaarttrogon en purperkeelvruchtenkraai. Op drie locaties in de dierentuin bevinden zich volières met roofvogels, waaronder bateleurs, monniksgieren, bergcaracara's en uilen.

### Katachtigen en andere roofdieren
De dierentuin houdt een groot aantal katachtigen. In en rondom het Kleinkatzenhaus leven zandkatten, en Oman-katten. Ook is hier een groep stokstaartjes te zien. In het Großkatzenhaus zijn Indische luipaarden, Aziatische goudkatten en nevelpanters ondergebracht. De Siberische tijgers en leeuwen zijn in 2006 verhuisd naar grotere verblijven aan de zuidoostzijde van het park. Tussen de twee onderkomens staat een verblijf met sneeuwpanters. Elders in de dierentuin zijn jachtluipaarden ondergebracht, waaronder een koningscheeta.

### Centrale deel
In het heuvelachtige centrale deel van het park is de Patagonienanlage met Darwins nandoes, mara's, vicuña's en halsbandpekari's, Tierwelt China met Pater-Davidsherten, rendieren, Mishmitakins, kiangs en kraanvogels. Er verblijven ook bruine beren en Canadese wolven.

### Olifanten
Een groep Afrikaanse olifanten is ondergebracht in de Elefantenanlage. In de directe nabijheid van dit verblijf zijn de zeldzame geelrugduikers en de babiroessa's gehuisvest.

### Primaten
In het Menschenaffenhaus met omliggende buitenverblijven zijn orang-oetans, bonobo's, westelijke laaglandgorilla's, chimpansees en goudkopleeuwaapjes te zien. In het Affenhaus zijn rode vari's, baardapen, de zeldzame dril en bruinkopslingerapen ondergebracht. Op een eiland in een van de vijvers leven withandgibbons.